# (4030) Archenhold
(4030) Archenhold (1984 EO1) – planetoida z pasa głównego asteroid okrążająca Słońce w ciągu 3,86 lat w średniej odległości 2,46 j.a. Odkryta 2 marca 1984 roku.